# Wollongong Wolves Football Club
Wollongong Wolves Football Club è un club calcistico australiano di Wollongong, città del Nuovo Galles del Sud.
Dal 2025 parteciperà alla National Second Division, la nuova seconda serie calcistica australiana.
La società è stata rifondata nel 2009 dopo il fallimento del Wollongong Football Club, noto anche come Wollongong Wolves.

## Storia
Il club debuttò nella prima divisione nazionale australiana nel 1981.

## Palmarès

### Competizioni nazionali
- NSL: 2

1999-2000, 2000-2001
- NSL Minor Premiers: 1

1988
- Tiger Turf cup winners: 1

2007
- NSW Premier League Champions: 1

2008

### Competizioni internazionali
- OFC Champions League: 1

2001